# Moloch horridus
Pour les articles homonymes, voir Moloch (homonymie).
Moloch, Moloch hérissé, Diable cornu
Genre
Espèce
Synonymes
- Acanthosaura gibbosus Berthold, 1846

Le Moloch, Diable cornu ou Moloch hérissé (Moloch horridus), est l'unique représentant du genre Moloch, est une espèce de sauriens de la famille des Agamidae.

## Répartition

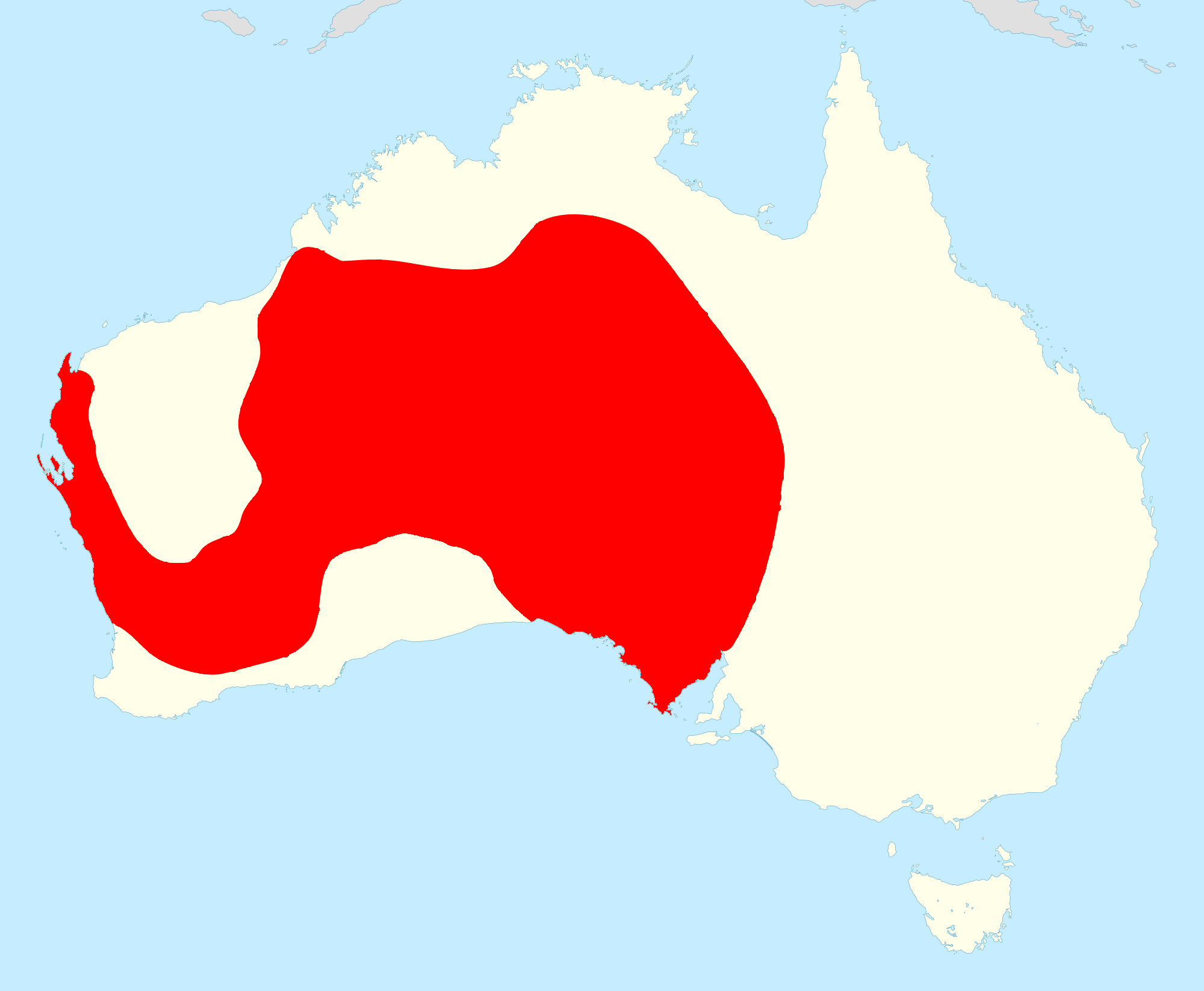
Distribution.

Cette espèce est endémique d'Australie. Elle se rencontre en Australie-Occidentale, en Australie-Méridionale, au Territoire du Nord et dans l'extrême Sud-Ouest du Queensland.

## Habitat
Le moloch se rencontre dans les zones arides. Il apprécie les sols sableux et se rencontre rarement dans les zones rocheuses ou caillouteuses.

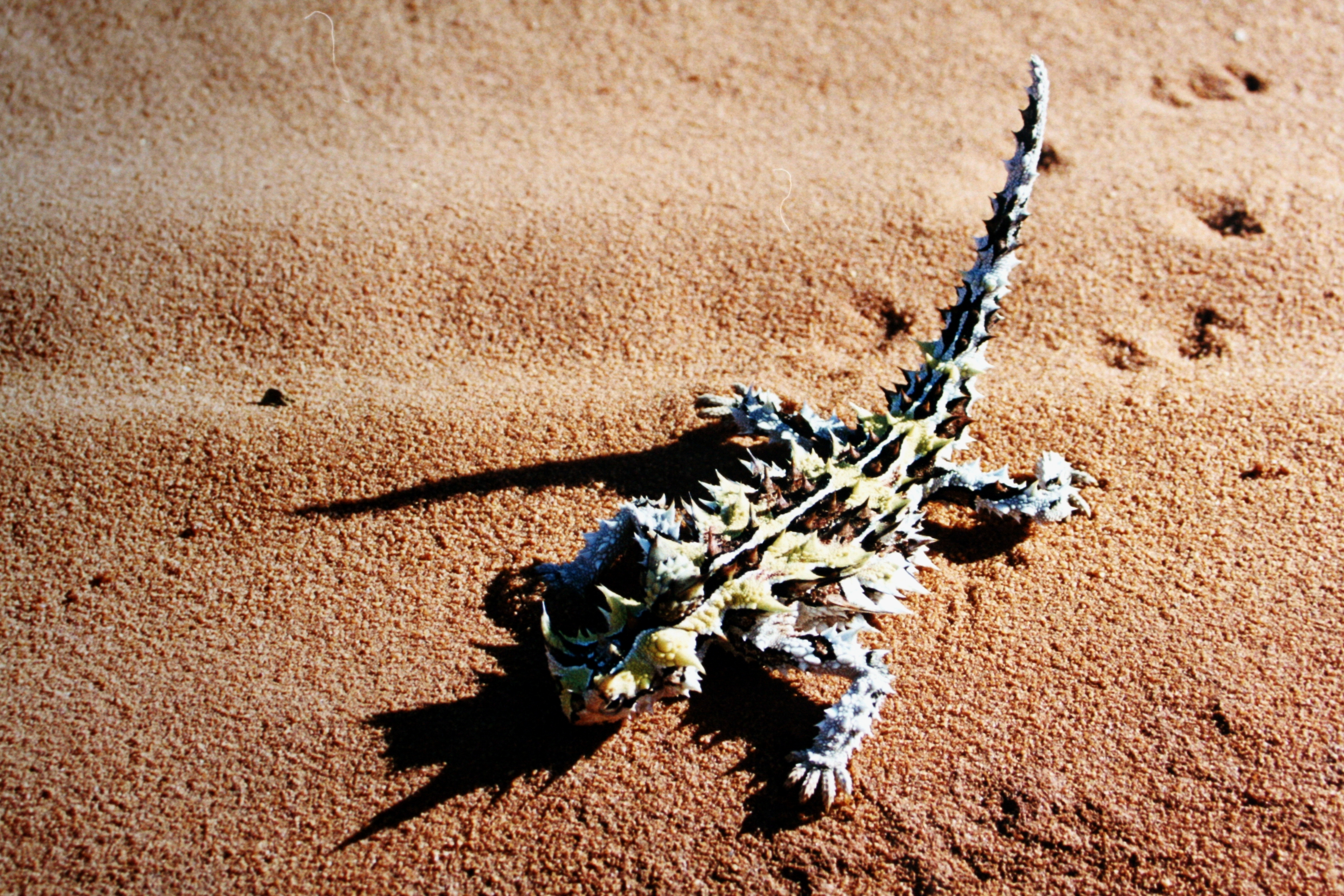
Moloch horridus.

## Description

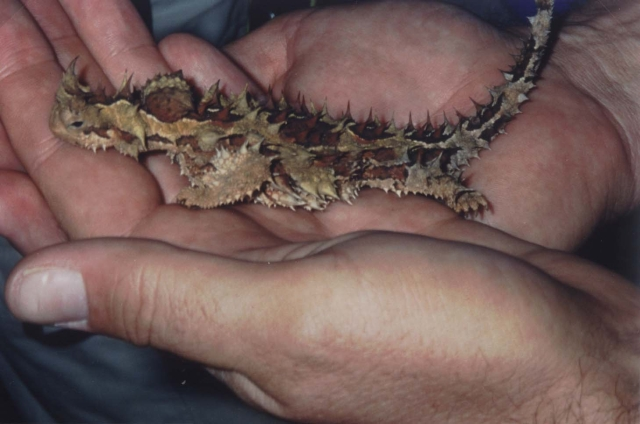
Moloch horridus.

Cet agame terrestre et diurne vit dans le désert. Il est de taille modeste, au maximum une vingtaine de centimètres, les femelles devenant un peu plus grosses que les mâles. Les femelles pèsent jusqu'à environ 90 g alors que les mâles ne dépassent pas 50 g. Il est assez trapu, et il a un corps de couleur gris, beige, orange ou brique, qui lui offre un camouflage dans son environnement. Son corps est couvert d'épines pointues, qui sont des excroissances écailleuses, les plus grandes se situant sur le dos et surtout la tête. Il présente en effet deux épines de chaque côté du museau, ainsi qu'une boule épineuse derrière la tête. Il s'agit d'un mécanisme de défense pour impressionner ses prédateurs. C'est d'ailleurs un reptile placide, qui compte plus sur son camouflage et son aspect rébarbatif que sur la fuite.
Des études en captivité laissent penser que ce lézard peut vivre une vingtaine d'années.

## Alimentation
Ce reptile s'est spécialisé dans la consommation quasi exclusive des fourmis, en particulier du genre Iridomyrmex. Les estimations donnent de 600 à environ 2 000 fourmis consommées par repas.
Les matières fécales sont distinctives : noires, brillantes et sphériques. On rencontre ces fèces regroupées, les individus ayant des sites de défécation distincts des zones où ils se nourrissent.

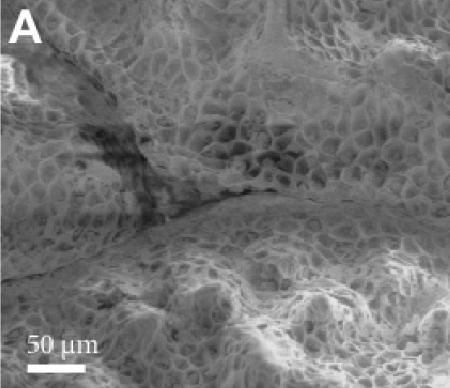
Écailles de Moloch horridus au microscope électronique.

Étant donné que l'eau est peu présente dans les zones où vivent ces lézards, ces derniers ont su s'adapter pour s'alimenter en eau. Pour cela, ils disposent d'un ensemble de rainures autour de la tête, qui conduisent aux coins de leur bouche. Ceci sert à collecter l'eau de rosée qui se dépose sur leur corps.
Selon la vétérinaire Bénédicte Flament, ce réseau de microsillons agirait « comme des pailles qui par capillarité, récupère la rosée à la tombée ou à l'aube du jour et remonte par ce réseau de micro pailles pour humidifier la cavité buccale de manière à ce qu'il ait l'impression d'avoir bu ».
Cette micro capillarité serait particulièrement marquée sur ses pattes postérieures.

## Reproduction
La reproduction de ce lézard est peu connue.
Cet animal est peu actif durant l'hiver de l'hémisphère sud (juin et juillet) ainsi que durant les mois les plus chauds (janvier et février). La reproduction a lieu durant le printemps et le début de l'été (de septembre à décembre). La femelle pond jusqu'à huit ou dix œufs dans un terrier creusé dans le sable, qui incubent durant 3 à 4 mois. Les petits mesurent environ 6 centimètres (queue incluse) et pèsent un peu moins de 2 grammes à la naissance.
Il semble que les petits consomment la coquille des œufs après la naissance, probablement pour l'apport en calcium.

## Prédation
L'ensemble d'épines que possède ce lézard dissuade la plupart des prédateurs. En cas d'attaque, il gonfle également son corps pour paraître plus gros. Il se déplace avec des mouvements saccadés, en s'arrêtant régulièrement, ce qui le rend plus difficile à repérer visuellement (comme le font de nombreux Chamaeleonidae).
Toutefois, il semble que certains animaux puissent quand même consommer ce lézard, dont les corps ont été retrouvés dans l'estomac de certaines espèces de varans. Il semble également que certains rapaces soient des prédateurs efficaces de ce lézard.

## Étymologie
Ce nom a été choisi par Gray en référence au Moloch, le dieu auquel les Ammonites, une ethnie cananéenne, sacrifiaient leurs premiers-nés en les jetant dans un brasier.

## Publication originale
- Gray, 1841 : Description of some new species and four new genera of reptiles from Western Australia, discovered by John Gould, Esq. Annals and Magazine of Natural History, sér. 1, vol. 7, p. 86-91 (texte intégral).